# な
な, trong hiragana, hoặc ナ trong katakana, đọc là "na", là một trong những chữ kana tiếng Nhật, mỗi ký tự biểu diễn cho một âm phách. Hiragana được tạo thành từ bốn nét, trong khi katakana viết bằng hai nét. Cả hai đều biểu thị âm [na].
な và ナ đều bắt nguồn từ chữ 奈 ("nại"). な lấy từ thảo thư, ナ lấy từ hai nét đầu (hoành 一; phiệt 丿)
| Dạng                    | Rōmaji      | Hiragana        | Katakana        |
| ----------------------- | ----------- | --------------- | --------------- |
| Thường n- (な行 na-gyō) | na          | な              | ナ              |
| Thường n- (な行 na-gyō) | naa nā, nah | なあ, なぁ なー | ナア, ナァ ナー |

## Thứ tự các nét

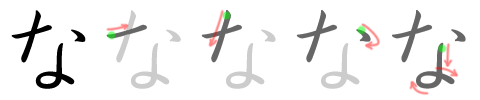
Thứ tự nét trong cách viết な

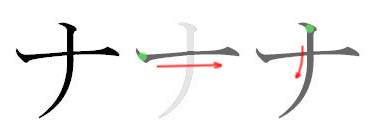
Thứ tự nét cách viết ナ

| Stroke order in writing な | Stroke order in writing ナ |